# Wang Xiaoli (bádminton)
Wang Xiaoli (en chino: 王晓理; Huangshi, 24 de junio de 1989) es una deportista china que compitió en bádminton, en la modalidad de dobles.
Ganó cinco medallas en el Campeonato Mundial de Bádminton entre los años 2009 y 2014. En los Juegos Asiáticos consiguió tres medallas, oro y plata en 2010 y oro en 2014.

## Palmarés internacional
| Campeonato Mundial | Campeonato Mundial      | Campeonato Mundial | Campeonato Mundial |
| Año                | Lugar                   | Medalla            | Prueba             |
| ------------------ | ----------------------- | ------------------ | ------------------ |
| 2009               | Hyderabad (India)       | Medalla de bronce  | Dobles             |
| 2010               | París (Francia)         | Medalla de plata   | Dobles             |
| 2011               | Londres (Reino Unido)   | Medalla de oro     | Dobles             |
| 2013               | Cantón (China)          | Medalla de oro     | Dobles             |
| 2014               | Copenhague (Dinamarca)  | Medalla de plata   | Dobles             |
| Juegos Asiáticos   |                         |                    |                    |
| Año                | Lugar                   | Medalla            | Prueba             |
| 2010               | Cantón (China)          | Medalla de oro     | Equipo             |
| 2010               | Cantón (China)          | Medalla de plata   | Dobles             |
| 2014               | Incheon (Corea del Sur) | Medalla de oro     | Equipo             |